# Colton Iverson
Colton Iverson (Aberdeen, Dakota del Sur; 29 de junio de 1989) es un exjugador de baloncesto estadounidense. Con 2,13 metros de estatura, jugaba en la posición de ala-pívot.

## Trayectoria deportiva

### Universidad
Iverson, pívot de 2,13 metros de estatura, asistió al Yankton High School en Yankton, Dakota del Sur y en un principio optó por jugar al baloncesto en la universidad de Minnesota entrenada por Tubby Smith. En Minnesota, Iverson desempeñó un papel importante dentro del equipo, promediando 5,3 puntos y 4,3 rebotes por partido. En la Universidad de Colorado State, Iverson se convirtió en uno de los jugadores más determinantes en ataque, liderando al equipo en la anotación (14,2 puntos por partido) y rebotes (9,8 por partido). Al término de la temporada, Iverson fue incluido en el mejor quinteto de la Mountain West Conference y recibió una mención de honor All-American por parte de Associated Press.

### Profesional
Iverson fue seleccionado en la quincuagésimo tercera posición del Draft de la NBA de 2013 por los Indiana Pacers, siendo traspasado el mismo día a los Boston Celtics.
El 26 de julio de 2013, Iverson firmó un contrato de 2 años con el equipo turco del Beşiktaş con opción para volver a los Celtics en 2014. Pero en agosto de ese año ficha por el Laboral Kutxa de la Liga Endesa, para suplir la baja de Tibor Pleiß, que fichó por el FC Barcelona.
En agosto de 2015, el equipo turco Pınar Karşıyaka anuncia de manera oficial el fichaje del pívot norteamericano que jugó la temporada anterior en el Laboral Kutxa Baskonia. Justo un mes antes, el equipo español anunció la renovación de Iverson y, ante las negociaciones entre el Pinar Karsiyaka y el pívot norteamericano, el Baskonia publicó un comunicado en el que afirmaba que emprenderá acciones legales ante los tribunales españoles contra Iverson, reclamando daños y perjuicios al jugador.
En septiembre de 2016 ficha por el Maccabi Tel Aviv por una temporada.
Tras su paso por el baloncesto israelí regresa a España para jugar con el Morabanc Andorra hasta el final de la temporada 2017-18.
En julio de 2018 es contratado por el Iberostar Tenerife por una temporada.
Tras una temporada en el club insular, el 11 de julio de 2019 se anuncia su fichaje por el BC Zenit.

## Controversia por su pasaporte bisauguineano
Coltón adquirió la ciudadanía bisauguineana en septiembre de 2014, lo que lo habilitó a jugar sin restricciones de nacionalidad en países miembros de la Unión Europea gracias al Acuerdo de Cotonú. Sin embargo en agosto de 2016 se hizo público que su pasaporte bisauguineano le había sido otorgado de manera irregular.